# 쿠킹마마 (비디오 게임)
쿠킹마마(Cooking Mama)는 오피스 크리에이트(Office Create)에서 제작한 닌텐도 DS, 닌텐도 3DS와 안드로이드, iOS를 위한 요리 시뮬레이션 게임이다. 닌텐도 DS Lite로도 출시되었으나, 2,3편은 한국어로 출시되지 않았다.